# A7S

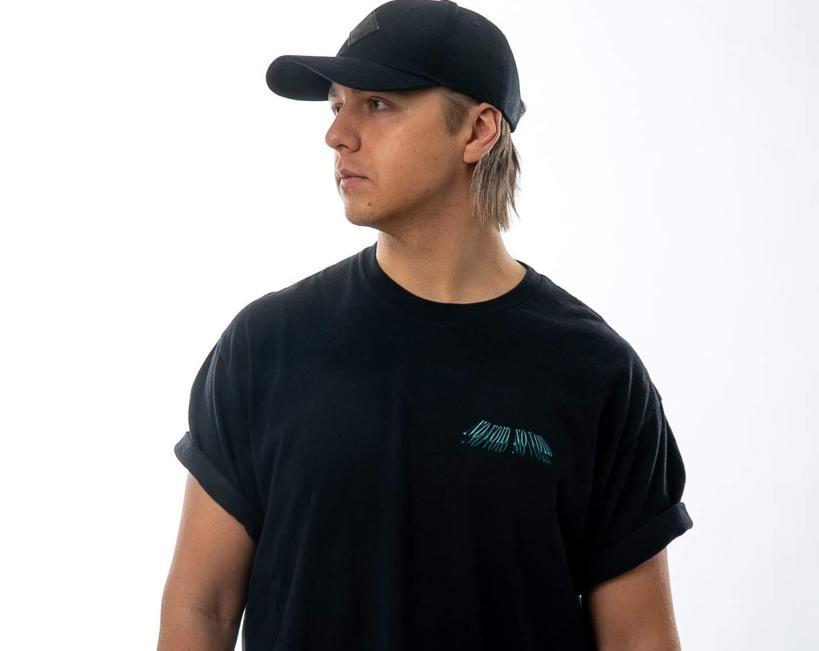
A7S, 2020

A7S (* 3. Mai 1994 in Stockholm; eigentlich Alexander Michael Tidebrink Stomberg) ist ein schwedischer Musikproduzent, Songwriter und Sänger. Er steht bei der Universal Music Group unter Vertrag.

## Leben
In Schweden wurde Alexander Tidebrink bekannt durch seine Kollaboration mit dem House-Duo Vigiland, mit dem er zwischen 2015 und 2019 vier Platin-Singles veröffentlichte. 2016 schrieb er außerdem Playing With Fire für den schwedischen Idol-Sieger Liam Cacatian Thomassen.
2018 arbeitete er auch mit dem deutschen DJ und Produzenten Alle Farben zusammen, woraus der gemeinsame Track Only Thing We Know mit Kelvin Jones und Younotus resultierte. Die Single wurde für eine 1 Live Krone nominiert. Mit Hardwell veröffentlichte er außerdem den Song We Are One. Für den asiatischen Markt erschien eine Version mit der Sängerin Jolin Tsai, die Platz 1 der chinesischen Charts erreichte.
Der weltweite Durchbruch gelang ihm 2019 mit dem Song Breaking Me in Zusammenarbeit mit dem deutschen Musiker Topic. 2020 setzten sie ihre Zusammenarbeit mit dem Song Why Did You Lie to Me, an dem außerdem Lil Baby mitwirkte, fort.
2021 arbeitete A7S erneut mit Topic zusammen. Die beiden nahmen gemeinsam mit dem deutschen DJ atb eine Neuauflage von atb’s 9 PM (Till I Come), unter dem Titel Your Love (9PM), auf. Die Single erschien am 15. Januar 2021.

## Diskografie

### Singles
| Jahr | Titel Album                    | Höchstplatzierung, Gesamtwochen, AuszeichnungChartplatzierungen (Jahr, Titel, Album, Platzierungen, Wochen, Auszeichnungen, Anmerkungen) | Höchstplatzierung, Gesamtwochen, AuszeichnungChartplatzierungen (Jahr, Titel, Album, Platzierungen, Wochen, Auszeichnungen, Anmerkungen) | Höchstplatzierung, Gesamtwochen, AuszeichnungChartplatzierungen (Jahr, Titel, Album, Platzierungen, Wochen, Auszeichnungen, Anmerkungen) | Höchstplatzierung, Gesamtwochen, AuszeichnungChartplatzierungen (Jahr, Titel, Album, Platzierungen, Wochen, Auszeichnungen, Anmerkungen) | Höchstplatzierung, Gesamtwochen, AuszeichnungChartplatzierungen (Jahr, Titel, Album, Platzierungen, Wochen, Auszeichnungen, Anmerkungen) | Höchstplatzierung, Gesamtwochen, AuszeichnungChartplatzierungen (Jahr, Titel, Album, Platzierungen, Wochen, Auszeichnungen, Anmerkungen) | Höchstplatzierung, Gesamtwochen, AuszeichnungChartplatzierungen (Jahr, Titel, Album, Platzierungen, Wochen, Auszeichnungen, Anmerkungen) | Anmerkungen                                                                                       |
| Jahr | Titel Album                    | SE | DE | AT | CH | UK | US | Dance | Anmerkungen                                                                                       |
| ---- | ------------------------------ | --- | --- | --- | --- | --- | --- | --- | ------------------------------------------------------------------------------------------------- |
| 2015 | Addicted –                     | SE54 (12 Wo.)SE | — | — | — | — | — | — | Erstveröffentlichung: 13. November 2015 Vigiland & Ted Nights feat. Alexander Tidebrink           |
| 2016 | Wolf –                         | SE86 (4 Wo.)SE | — | — | — | — | — | — | Erstveröffentlichung: 9. März 2016 Tungevaag & Raaban                                             |
| 2018 | Be Your Friend –               | SE7 (49 Wo.)SE | — | — | — | — | — | — | Erstveröffentlichung: 2. März 2018 Vigiland feat. Alexander Tidebrink                             |
| 2018 | Nice to Meet You –             | SE68 (1 Wo.)SE | — | — | — | — | — | — | Erstveröffentlichung: 15. Juni 2018 Vigiland feat. Alexander Tidebrink                            |
| 2018 | Hey Baby –                     | SE62 (4 Wo.)SE | — | — | — | — | — | — | Erstveröffentlichung: 26. Oktober 2018 Tungevaag & Raaban                                         |
| 2019 | Strangers –                    | SE66 (1 Wo.)SE | — | — | — | — | — | — | Erstveröffentlichung: 25. Januar 2019 Vigiland feat. A7S                                          |
| 2019 | We’re the Same –               | SE24 (13 Wo.)SE | — | — | — | — | — | — | Erstveröffentlichung: 10. Mai 2019 Vigiland & Alexander Tidebrink                                 |
| 2019 | Breaking Me –                  | SE11 (39 Wo.)SE | DE3 ×2Doppelplatin · (76 Wo.)DE | AT2 ×3Dreifachplatin · (63 Wo.)AT | CH4 (80 Wo.)CH | UK3 ×2Doppelplatin · (34 Wo.)UK | US53 Platin · (13 Wo.)US | Dance3 (45 Wo.)Dance | Erstveröffentlichung: 19. Dezember 2019 Verkäufe: + 5.083.333; Topic feat. A7S                    |
| 2020 | Why Do You Lie to Me –         | — | DE98 (1 Wo.)DE | — | CH86 (1 Wo.)CH | — | — | Dance17 (20 Wo.)Dance | Erstveröffentlichung: 28. August 2020 Verkäufe: + 20.000; mit Topic feat. Lil Baby                |
| 2021 | Your Love (9PM) –              | SE59 (21 Wo.)SE | DE6 ×3Dreifachgold · (58 Wo.)DE | AT8 (41 Wo.)AT | CH6 (44 Wo.)CH | UK8 Platin · (27 Wo.)UK | US— GoldUS | Dance9 (26 Wo.)Dance | Erstveröffentlichung: 15. Januar 2021 Verkäufe: + 2.690.000; mit atb & Topic                      |
| 2022 | Everything But You –           | — | — | — | — | UK55 (9 Wo.)UK | — | — | Erstveröffentlichung: 18. Februar 2022 mit Clean Bandit                                           |
| 2022 | Kernkraft 400 (A Better Day) – | — | DE26 Gold · (24 Wo.)DE | AT34 Platin · (7 Wo.)AT | CH100 (1 Wo.)CH | — | — | — | Erstveröffentlichung: 24. Juni 2022 Verkäufe: + 395.000; Topic feat. A7S; Original: Zombie Nation |

Weitere Singles
- 2017: We Are One (mit Hardwell)
- 2017: Take Me Home (mit Bunt)
- 2018: Work of Art (mit Wankelmut)
- 2018: The Less I Know (mit Topic)
- 2020: Destiny (mit Nicky Romero & Deniz Koyu)
- 2020: Lost in Love (mit MOTi)
- 2020: Follow You (mit Alle Farben)
- 2021: Nirvana
- 2024: Out My Head (mit Topic; #16 der deutschen Single-Trend-Charts am 26. Juli 2024[5])

### Autorenbeteiligungen und Produktionen
A7S als Autor und Produzent in den Charts

| Jahr | Titel Interpretation                                                        | Höchstplatzierung, Gesamtwochen, AuszeichnungChartplatzierungen (Jahr, Titel, Interpretation, Platzierungen, Wochen, Auszeichnungen, Anmerkungen) | Höchstplatzierung, Gesamtwochen, AuszeichnungChartplatzierungen (Jahr, Titel, Interpretation, Platzierungen, Wochen, Auszeichnungen, Anmerkungen) | Höchstplatzierung, Gesamtwochen, AuszeichnungChartplatzierungen (Jahr, Titel, Interpretation, Platzierungen, Wochen, Auszeichnungen, Anmerkungen) | Höchstplatzierung, Gesamtwochen, AuszeichnungChartplatzierungen (Jahr, Titel, Interpretation, Platzierungen, Wochen, Auszeichnungen, Anmerkungen) | Höchstplatzierung, Gesamtwochen, AuszeichnungChartplatzierungen (Jahr, Titel, Interpretation, Platzierungen, Wochen, Auszeichnungen, Anmerkungen) | Höchstplatzierung, Gesamtwochen, AuszeichnungChartplatzierungen (Jahr, Titel, Interpretation, Platzierungen, Wochen, Auszeichnungen, Anmerkungen) | Anmerkungen                                              |
| Jahr | Titel Interpretation                                                        | SE | DE | AT | CH | UK | Dance | Anmerkungen                                              |
| ---- | --------------------------------------------------------------------------- | --- | --- | --- | --- | --- | --- | -------------------------------------------------------- |
| 2016 | Playing with Fire Liam Cacatian Thomassen                                   | SE6 (8 Wo.)SE | — | — | — | — | — | Erstveröffentlichung: 16. Dezember 2016                  |
| 2018 | Only Thing We Know Alle Farben, Kelvin Jones & Younotus                     | — | DE20 Gold · (21 Wo.)DE | AT24 Gold · (16 Wo.)AT | CH41 Platin · (13 Wo.)CH | — | — | Erstveröffentlichung: 8. Juni 2018 Verkäufe: + 239.000   |
| 2021 | Chain My Heart Topic & Bebe Rexha                                           | — | DE100 (1 Wo.)DE | — | — | — | Dance16 (17 Wo.)Dance | Erstveröffentlichung: 11. Juni 2021                      |
| 2021 | Drive Clean Bandit & Topic feat. Wes Nelson                                 | — | DE— aDE | — | — | UK17 Gold · (24 Wo.)UK | — | Erstveröffentlichung: 30. Juli 2021 Verkäufe: + 450.000  |
| 2022 | In Your Arms (For an Angel) Topic, Robin Schulz, Nico Santos & Paul van Dyk | — | DE36 (16 Wo.)DE | AT— GoldAT | CH61 (1 Wo.)CH | — | — | Erstveröffentlichung: 28. Januar 2022 Verkäufe: + 15.000 |
| 2022 | Solo para ti Alvaro Soler feat. Topic                                       | — | DE57 (12 Wo.)DE | AT65 (3 Wo.)AT | CH52 Gold · (8 Wo.)CH | — | — | Erstveröffentlichung: 22. April 2022 Verkäufe: + 10.000  |
| 2024 | I Adore You Arash, Hugel & Topic feat. Daecolm                              | — | DE23 (… Wo.)DE | AT51 (… Wo.)AT | CH12 (… Wo.)CH | UK70 (… Wo.)UK | Dance29 (… Wo.)Dance | Erstveröffentlichung: 19. Juli 2024 Verkäufe: + 10.000   |

Weitere Autorenbeteiligungen und Produktionen
- 2016: Tungevaag & Raaban feat. Venior – Stay Awake
- 2017: Charlie Who? – You
- 2017: John Dahlbäck – Color In My Heart
- 2017: Charlie Who? feat. Nomi – Get It Together
- 2018: Chris Holsten – Love Like This
- 2018: Leon Frick – Smile
- 2018: Avian Grays – Crying ’Bout You
- 2018: ItaloBrothers – Looking Back Someday
- 2018: Charlie Who? – Thinking of You
- 2018: Robin Bengtsson – I Wanna Fall In Love Again
- 2018: Breathe Carolina & Robert Falcon – My Love
- 2018: Havsun – Control
- 2018: Alok feat. John Martin – Wherever You Go
- 2018: John Dahlbäck – Find A Home
- 2019: Christopher – High
- 2019: Charlie Who? feat. Moa Lisa – Animals
- 2019: Madden feat. Chris Holsten – Love You Right
- 2019: Smith & Thell – Hotel Walls
- 2019: Ryland James – In My Head
- 2020: Kelvin Jones – Friends
- 2021: Vize feat. Icona Pop – Off Of My Mind

### Remixe
- 2021: KSI – Holiday

## Auszeichnungen für Musikverkäufe
| Goldene Schallplatte - Belgien - 2021: für die Single Your Love (9PM) - Brasilien - 2024: für die Single Why Do You Lie to Me - Frankreich - 2023: für die Single Kernkraft 400 (A Better Day) - Griechenland - 2024: für die Autorenbeteiligung I Adore You (Arash, Hugel & Topic feat. Daecolm) - Italien - 2023: für die Autorenbeteiligung Drive (Clean Bandit) - Kanada - 2024: für die Single Kernkraft 400 (A Better Day) - Polen - 2023: für die Single Kernkraft 400 (A Better Day) Platin-Schallplatte - Australien - 2021: für die Single Your Love (9PM) - Belgien - 2020: für die Single Breaking Me - Dänemark - 2022: für die Single Your Love (9PM) - Griechenland - 2021: für die Single Breaking Me - 2021: für die Single Your Love (9PM) - Neuseeland - 2020: für die Single Breaking Me - Portugal - 2021: für die Single Your Love (9PM) - Spanien - 2023: für die Single Your Love (9PM) - Ungarn - 2024: für die Autorenbeteiligung Only Thing We Know (Alle Farben) | 2× Platin-Schallplatte - Dänemark - 2022: für die Single Breaking Me - Kanada - 2023: für die Single Your Love (9PM) - Italien - 2021: für die Single Your Love (9PM) - Polen - 2023: für die Single Your Love (9PM) - Spanien - 2024: für die Single Breaking Me 3× Platin-Schallplatte - Brasilien - 2023: für die Single Your Love (9PM) - Italien - 2021: für die Single Breaking Me - Polen - 2021: für die Single Breaking Me 4× Platin-Schallplatte - Australien - 2021: für die Single Breaking Me - Portugal - 2023: für die Single Breaking Me 6× Platin-Schallplatte - Kanada - 2023: für die Single Breaking Me Diamantene Schallplatte - Frankreich - 2021: für die Single Breaking Me 2× Diamantene Schallplatte - Brasilien - 2024: für die Single Breaking Me |

Anmerkung: Auszeichnungen in Ländern aus den Charttabellen bzw. Chartboxen sind in ebendiesen zu finden.
| Land/RegionAuszeichnungen für Musikverkäufe (Land/Region, Auszeichnungen, Verkäufe, Quellen) | Gold       | Platin       | Diamant     | Verkäufe  | Quellen                   |
| -------------------------------------------------------------------------------------------- | ---------- | ------------ | ----------- | --------- | ------------------------- |
| Australien (ARIA)                                                                            | —          | 5× Platin5   | —           | 350.000   | aria.com.au               |
| Belgien (BRMA)                                                                               | Gold1      | Platin1      | —           | 60.000    | ultratop.be               |
| Brasilien (PMB)                                                                              | Gold1      | 3× Platin3   | 2× Diamant2 | 460.000   | pro-musicabr.org.br       |
| Dänemark (IFPI)                                                                              | —          | 3× Platin3   | —           | 270.000   | ifpi.dk                   |
| Deutschland (BVMI)                                                                           | 3× Gold3   | 3× Platin3   | —           | 1.800.000 | musikindustrie.de         |
| Frankreich (SNEP)                                                                            | Gold1      | —            | Diamant1    | 433.333   | snepmusique.com           |
| Griechenland (IFPI)                                                                          | Gold1      | 2× Platin2   | —           | 50.000    | Einzelnachweise           |
| Italien (FIMI)                                                                               | Gold1      | 5× Platin5   | —           | 350.000   | fimi.it                   |
| Kanada (MC)                                                                                  | Gold1      | 8× Platin8   | —           | 680.000   | musiccanada.com           |
| Neuseeland (RMNZ)                                                                            | —          | Platin1      | —           | 30.000    | aotearoamusiccharts.co.nz |
| Österreich (IFPI)                                                                            | 2× Gold2   | 4× Platin4   | —           | 150.000   | ifpi.at                   |
| Polen (ZPAV)                                                                                 | Gold1      | 5× Platin5   | —           | 185.000   | olis.pl                   |
| Portugal (AFP)                                                                               | —          | 5× Platin5   | —           | 50.000    | Einzelnachweise           |
| Schweiz (IFPI)                                                                               | Gold1      | Platin1      | —           | 30.000    | hitparade.ch              |
| Spanien (Promusicae)                                                                         | —          | 3× Platin3   | —           | 180.000   | elportaldemusica.es       |
| Ungarn (MAHASZ)                                                                              | —          | Platin1      | —           | 4.000     | slagerlistak.hu           |
| Vereinigte Staaten (RIAA)                                                                    | Gold1      | Platin1      | —           | 1.500.000 | riaa.com                  |
| Vereinigtes Königreich (BPI)                                                                 | Gold1      | 3× Platin3   | —           | 2.200.000 | bpi.co.uk                 |
| Insgesamt                                                                                    | 15× Gold15 | 54× Platin54 | 3× Diamant3 |           |                           |